# Restio filiformis
Restio filiformis là một loài thực vật có hoa trong họ Restionaceae. Loài này được Poir. miêu tả khoa học đầu tiên năm 1804.